# Demografía de Nueva Escocia

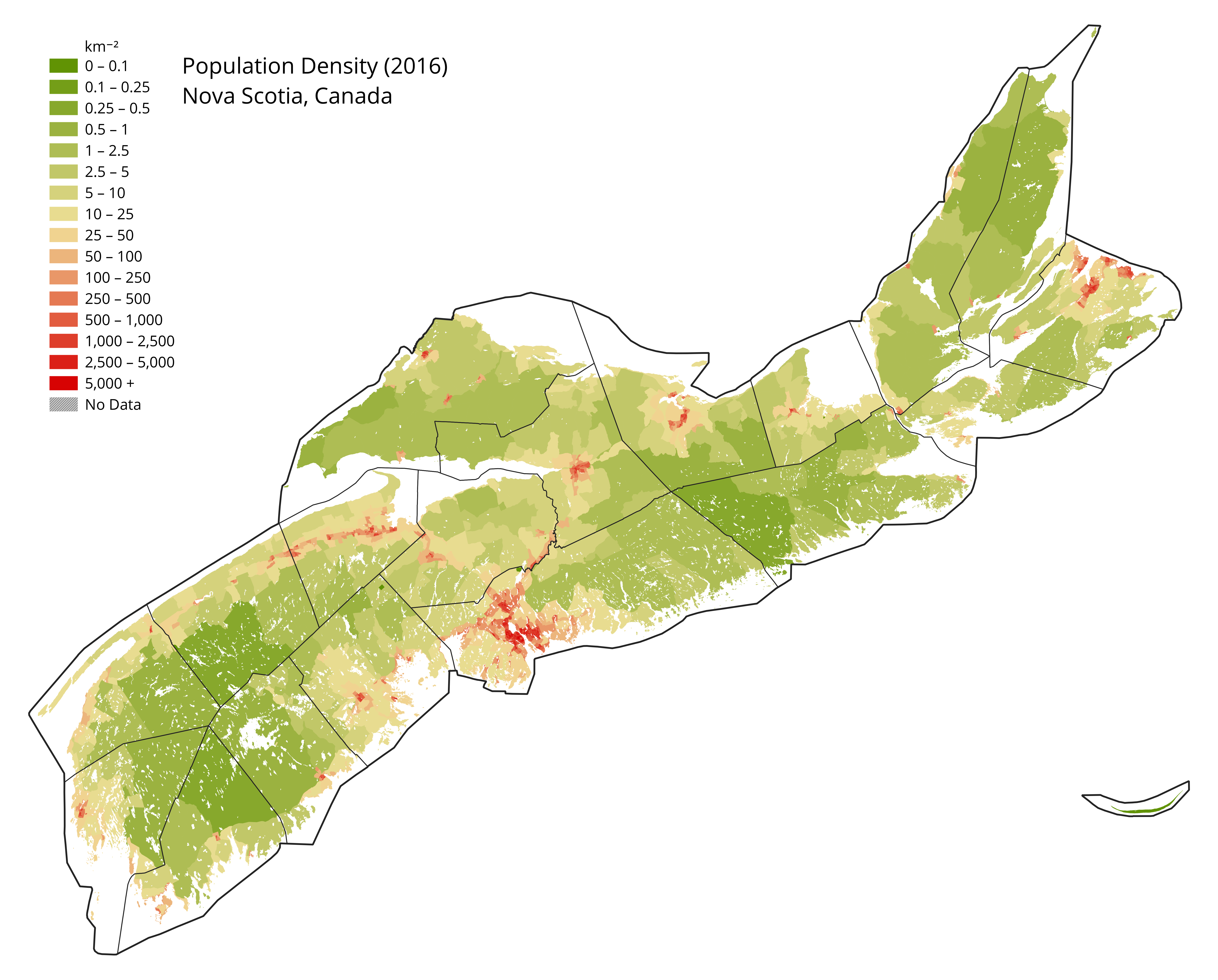
Mapa de la densidad de población de Nueva Escocia (2016)

## Población

### Municipios regionales
| Nombre                             | Población (2011) | Población (2006) | Variación (%) | Área (km²) | Densidad de población (hab./km²) |
| ---------------------------------- | ---------------- | ---------------- | ------------- | ---------- | -------------------------------- |
| Cape Breton                        | 97 398           | 102 250          | −4,7          | 2433,35    | 40,0                             |
| Halifax                            | 390 096          | 372 679          | 4,7           | 5490,28    | 71,1                             |
| Queens                             | 10 917           | 11 177           | −2,3          | 2392,85    | 4,6                              |
| Total de los municipios regionales | 498 411          | 486 106          | 2,5           | 10 316,48  | 48,3                             |

### Villas
| Nombre          | Población (2011) | Población (2006) | Variación (%) | Área (km²) | Densidad de población (hab./km²) |
| --------------- | ---------------- | ---------------- | ------------- | ---------- | -------------------------------- |
| Amherst         | 9717             | 9505             | 2,2           | 12,02      | 808,4                            |
| Annapolis Royal | 481              | 444              | 8,3           | 2,04       | 235,8                            |
| Antigonish      | 4524             | 4236             | 6,8           | 5,15       | 879,2                            |
| Berwick         | 2454             | 2454             | 0             | 6,66       | 368,6                            |
| Bridgewater     | 8241             | 7944             | 3,7           | 13,6       | 605,8                            |
| Clark's Harbour | 820              | 860              | −4,7          | 2,9        | 282,7                            |
| Digby           | 2152             | 2092             | 2,9           | 3,14       | 686,1                            |
| Hantsport       | 1159             | 1191             | −2,7          | 2,13       | 544,6                            |
| Kentville       | 6094             | 5815             | 4,8           | 17,35      | 351,2                            |
| Lockeport       | 588              | 646              | −9            | 2,32       | 253,4                            |
| Lunenburg       | 2313             | 2317             | −0,2          | 4,01       | 576,9                            |
| Mahone Bay      | 943              | 904              | 4,3           | 3,13       | 301,4                            |
| Middleton       | 1749             | 1829             | −4,4          | 5,44       | 321,6                            |
| Mulgrave        | 794              | 879              | −9,7          | 17,81      | 44,6                             |
| New Glasgow     | 9562             | 9455             | 1,1           | 9,93       | 963,3                            |
| Oxford          | 1151             | 1178             | −2,3          | 10,76      | 106,9                            |
| Parrsboro       | 1305             | 1401             | −6,9          | 14,88      | 87,7                             |
| Pictou          | 3437             | 3813             | −9,9          | 7,94       | 432,9                            |
| Port Hawkesbury | 3366             | 3517             | −4,3          | 8,11       | 414,8                            |
| Shelburne       | 1686             | 1879             | −10,3         | 9          | 187,3                            |
| Stellarton      | 4485             | 4717             | −4,9          | 8,99       | 498,8                            |
| Stewiacke       | 1438             | 1421             | 1,2           | 17,67      | 81,4                             |
| Trenton         | 2616             | 2741             | −4,6          | 6          | 435,7                            |
| Truro           | 12 059           | 11 765           | 2,5           | 37,63      | 320,5                            |
| Westville       | 3798             | 3805             | −0,2          | 14,39      | 264                              |
| Windsor         | 3785             | 3709             | 2             | 9,06       | 417,8                            |
| Wolfville       | 4269             | 3772             | 13,2          | 6,45       | 661,7                            |
| Yarmouth        | 6761             | 7162             | −5,6          | 10,56      | 640,3                            |
| Total de villas | 101 747          | 101 451          | 0,3           | 269,07     | 378,1                            |

### Centros poblados
| Pos. | Centro poblado       | Tamaño del grupo | Población en 2011 | Población en 2006 |
| ---- | -------------------- | ---------------- | ----------------- | ----------------- |
| 1    | Halifax              | grande           | 297 943           | 285 480           |
| 2    | Cape Breton - Sydney | mediano          | 31 597            | 32 496            |
| 3    | Truro                | pequeño          | 23 261            | 22 376            |
| 4    | New Glasgow          | pequeño          | 20 609            | 20 876            |
| 5    | Glace Bay            | pequeño          | 19 076            | 19 968            |
| 6    | Kentville            | pequeño          | 14 234            | 13 552            |
| 7    | Sydney Mines         | pequeño          | 14 135            | 15 315            |
| 8    | Amherst              | pequeño          | 9811              | 9598              |
| 9    | New Waterford        | pequeño          | 8942              | 9661              |
| 10   | Bridgewater          | pequeño          | 8310              | 8021              |
| 11   | Yarmouth             | pequeño          | 6761              | 7162              |
| 12   | Kingston - Greenwood | pequeño          | 6595              | 6528              |
| 13   | Antigonish           | pequeño          | 5084              | 4712              |
| 14   | Wolfville            | pequeño          | 4269              | 3772              |
| 15   | Windsor              | pequeño          | 4095              | 3986              |
| 16   | Enfield              | pequeño          | 3892              | 3415              |
| 17   | Springhill           | pequeño          | 3868              | 3941              |
| 18   | Lake Echo            | pequeño          | 3562              | 3467              |
| 19   | Pictou               | pequeño          | 3437              | 3813              |
| 20   | Port Hawkesbury      | pequeño          | 3366              | 3517              |
| 21   | Liverpool            | pequeño          | 2653              | 2759              |
| 22   | Berwick              | pequeño          | 2504              | 2524              |
| 23   | Lunenburg            | pequeño          | 2313              | 2317              |
| 24   | Digby                | pequeño          | 2152              | 2097              |
| 25   | Hammonds Plains Road | pequeño          | 1840              | 3124              |
| 26   | Middleton            | pequeño          | 1749              | 1829              |
| 27   | Shelburne            | pequeño          | 1686              | 1879              |
| 28   | Still Water Lake     | pequeño          | 1677              | 855               |
| 29   | Lantz                | pequeño          | 1533              | 1626              |
| 30   | Brookside            | pequeño          | 1531              | 1824              |
| 31   | Chester              | pequeño          | 1529              | 1496              |
| 32   | Inverness            | pequeño          | 1387              | 1464              |
| 33   | Hantsport            | pequeño          | 1377              | 1432              |
| 34   | Parrsboro            | pequeño          | 1305              | 1401              |
| 35   | Oxford               | pequeño          | 1151              | 1178              |
| 36   | Hayes Subdivision    | pequeño          | 1090              | 1053              |
| 37   | Bridgetown           | pequeño          | 1014              | 1082              |